# Dan Kemp (cầu thủ bóng đá)
Daniel Harry Kemp (sinh ngày 11 tháng 1 năm 1999) là một cầu thủ bóng đá người Anh thi đấu cho West Ham United, ở vị trí tiền vệ.

## Sự nghiệp câu lạc bộ
Kemp gia nhập Chelsea lúc 6 tuổi, và trải qua 10 năm với The Blues trước khi đến West Ham United năm 2015. Anh thi đấu cho mượn tại Stevenage vào tháng 1 năm 2020.

## Sự nghiệp quốc tế
Anh từng thi đấu tại U-19 và U-20 Anh.

## Thống kê sự nghiệp
Tính đến trận đấu diễn ra ngày 7 tháng 3 năm 2020.
| Câu lạc bộ           | Mùa giải            | Giải quốc nội       | Giải quốc nội | Giải quốc nội | Cúp FA  | Cúp FA    | League Cup | League Cup | Khác    | Khác      | Tổng    | Tổng      |
| Câu lạc bộ           | Mùa giải            | Hạng đấu            | Số trận       | Bàn thắng     | Số trận | Bàn thắng | Số trận    | Bàn thắng  | Số trận | Bàn thắng | Số trận | Bàn thắng |
| -------------------- | ------------------- | ------------------- | ------------- | ------------- | ------- | --------- | ---------- | ---------- | ------- | --------- | ------- | --------- |
| U-23 West Ham United | 2016-17             | -                   | -             | -             | -       | -         | -          | -          | 2       | 0         | 2       | 0         |
| U-23 West Ham United | 2017-18             | -                   | -             | -             | -       | -         | -          | -          | 2       | 1         | 2       | 1         |
| U-23 West Ham United | 2018-19             | -                   | -             | -             | -       | -         | -          | -          | 1       | 0         | 1       | 0         |
| U-23 West Ham United | 2019-20             | -                   | -             | -             | -       | -         | -          | -          | 3       | 2         | 3       | 2         |
| U-23 West Ham United | Tổng                | Tổng                | 0             | 0             | 0       | 0         | 0          | 0          | 8       | 3         | 8       | 3         |
| West Ham United      | 2019-20             | Premier League      | 0             | 0             | 0       | 0         | 0          | 0          | 0       | 0         | 0       | 0         |
| Stevenage (mượn)     | 2019-20             | League Two          | 6             | 1             | 0       | 0         | 0          | 0          | 0       | 0         | 6       | 1         |
| Tổng cộng sự nghiệp  | Tổng cộng sự nghiệp | Tổng cộng sự nghiệp | 6             | 1             | 0       | 0         | 0          | 0          | 8       | 3         | 14      | 4         |

1. 1 2 3 4  Số trận ở EFL Trophy